# LS일렉트릭
LS일렉트릭 주식회사(LS ELECTRIC Co., Ltd.)은 1974년 6월 금성계전으로 시작해 금성산전(1987년), LG산전(1995년), LS산전(2005년)을 거쳐, 2020년 LS ELECTRIC으로 사명을 변경하였다. LS ELECTRIC은 전력공급과 계통보호에 사용되는 전력기기 및 시스템, 생산자동화와 에너지최적화를 실현하는 산업자동화, 스마트그리드로 대표되는 그린비즈니스 사업을 통해 국가 기간산업 전력망, 산업자동화 구축에 중추적인 역할을 담당해 오고 있다. 본사는 경기도 안양시 동안구 엘에스로 127 (호계동)에 있다.
LS ELECTRIC의 주력 사업 분야는 전력과 자동화 부문이다. 전력사업은 발전소에서 만들어진 전력을 수용가까지 공급하고 전력계통을 보호하는 전력기기 제품을 생산하며, 초고압 전력시스템사업도 영위하고 있다. 주요 제품으로는 중•저압기기, 고압기기, 계량기, 계전기, 초고압개폐기, 배전반, 진단시스템 등이 있다.
산업자동화 사업은 생산 현장의 모터 등을 제어해 효율을 극대화하고, 각종 전기와 신호체계를 설계하고 운영할 때 에너지 효율을 높이는 기술 및 제품이다. 주요 제품으로는 산업용 PLC, 인버터, SERVO(서보), HMI 등이 있다.
이와 함께 LS ELECTRIC은 스마트그리드, 태양광, HVDC(초고압직류송전), ESS(에너지저장장치) 등 그린 비즈니스를 핵심 미래 성장동력으로 육성해 세계 스마트에너지산업 분야를 선도하고 있다.
국내에는 안양 본사와 연구소를 비롯해 청주, 천안, 부산에 4개 사업장을 보유하고 있으며 해외에는 중국, 베트남 등 3개 생산거점과 미국 시카고, 일본 도쿄, 네덜란드 암스테르담 등 세계 각국 20여개 법인과 지사를 보유하고 해외 사업영역을 빠르게 확대해 나가고 있다.